# Spoorlijn Zürich - Zug
De spoorlijn Zürich - Zug is een Zwitserse spoorlijn tussen Zürich in kanton Zürich naar Zug in kanton Zug.

## Geschiedenis
Het traject werd door de Zürich-Zug-Luzern-Bahn (ZZL) op 1 juli 1864 geopend.

## Treindiensten

### S-Bahn Zürich
De treindiensten van de S-Bahn Zürich worden uitgevoerd door de SBB, THURBO.

### S-Bahn Zug
De treindiensten van de S-Bahn Zürich worden uitgevoerd door de SBB.

## Aansluitingen
In de volgende plaatsen is of was er een aansluiting van de volgende spoorlijnen:

### Zürich HB
Zürich Hauptbahnhof (vaak afgekort als Zürich HB) is het grootste treinstation in Zürich. 

SBB-Bahnhof (spoor 3-18, 21-24, 51-54)
- Bazel - Zürich (SBB), spoorlijn tussen Zürich HB en Bazel
- Zürich - Bülach, spoorlijn tussen Zürich en Bülach
- Zürich - Winterthur (SBB), spoorlijn tussen Zürich HB en Winterthur
- Rechter Zürichseelinie (SBB), spoorlijn tussen Zürich HB en Rapperswil
- Linker Zürichseelinie (SBB), spoorlijn tussen Zürich HB en Ziegelbrücke

SZU-Bahnhof (spoor 1-2)
- Sihltalbahn (SZU), spoorlijn tussen Zürich HB en Sihlbrugg
- Uetlibergbahn (SZU), spoorlijn tussen Zürich HB en Uetliberg

### Zug
- Thalwil - Arth-Goldau, spoorlijn tussen Thalwil en Arth-Goldau
- Zug - Luzern, spoorlijn tussen Zug en Luzern

## Elektrische tractie
Het traject werd op 15 oktober 1932 geëlektrificeerd met een spanning van 15.000 volt 16 2/3 Hz wisselstroom.

## Afbeeldingen

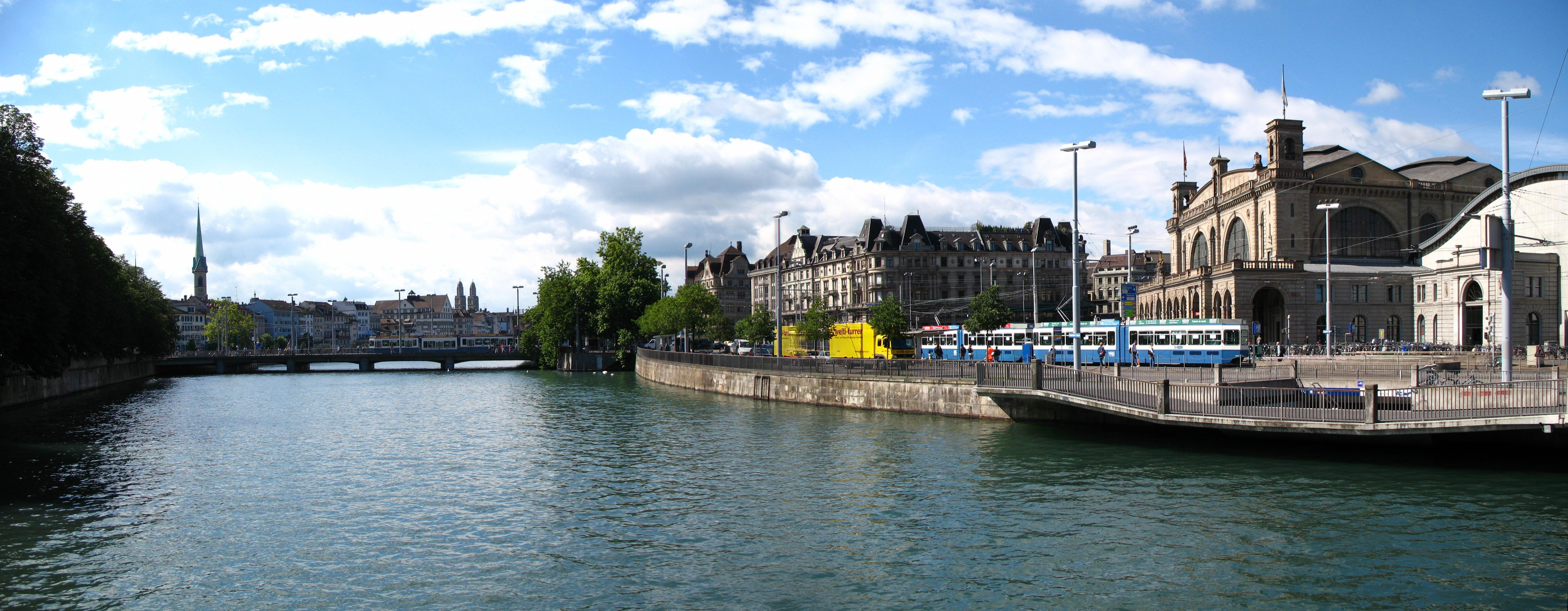
Limmat en (rechts) Zürich Hauptbahnhof
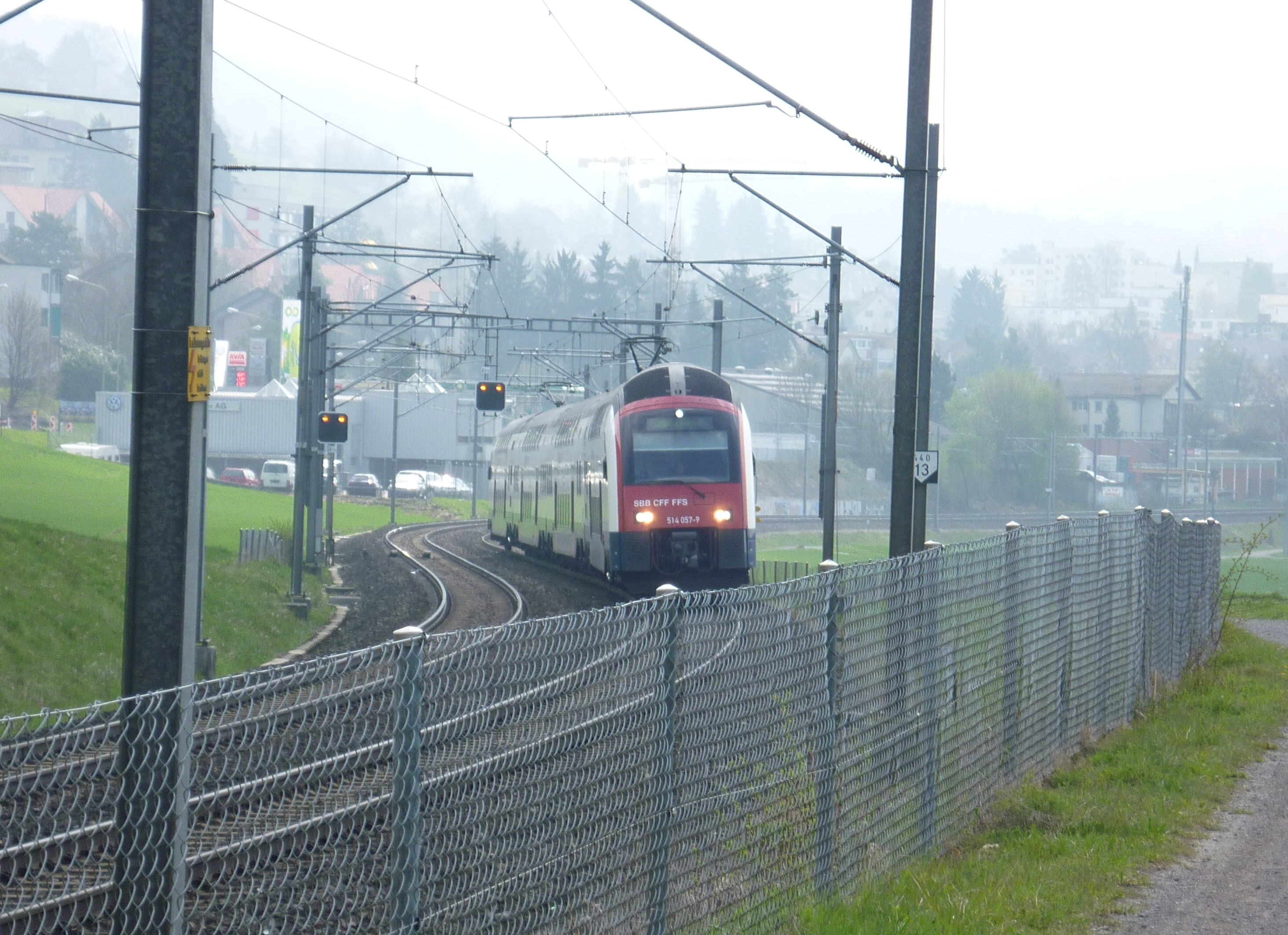
Tussen Hedingen und Affoltern am Albis
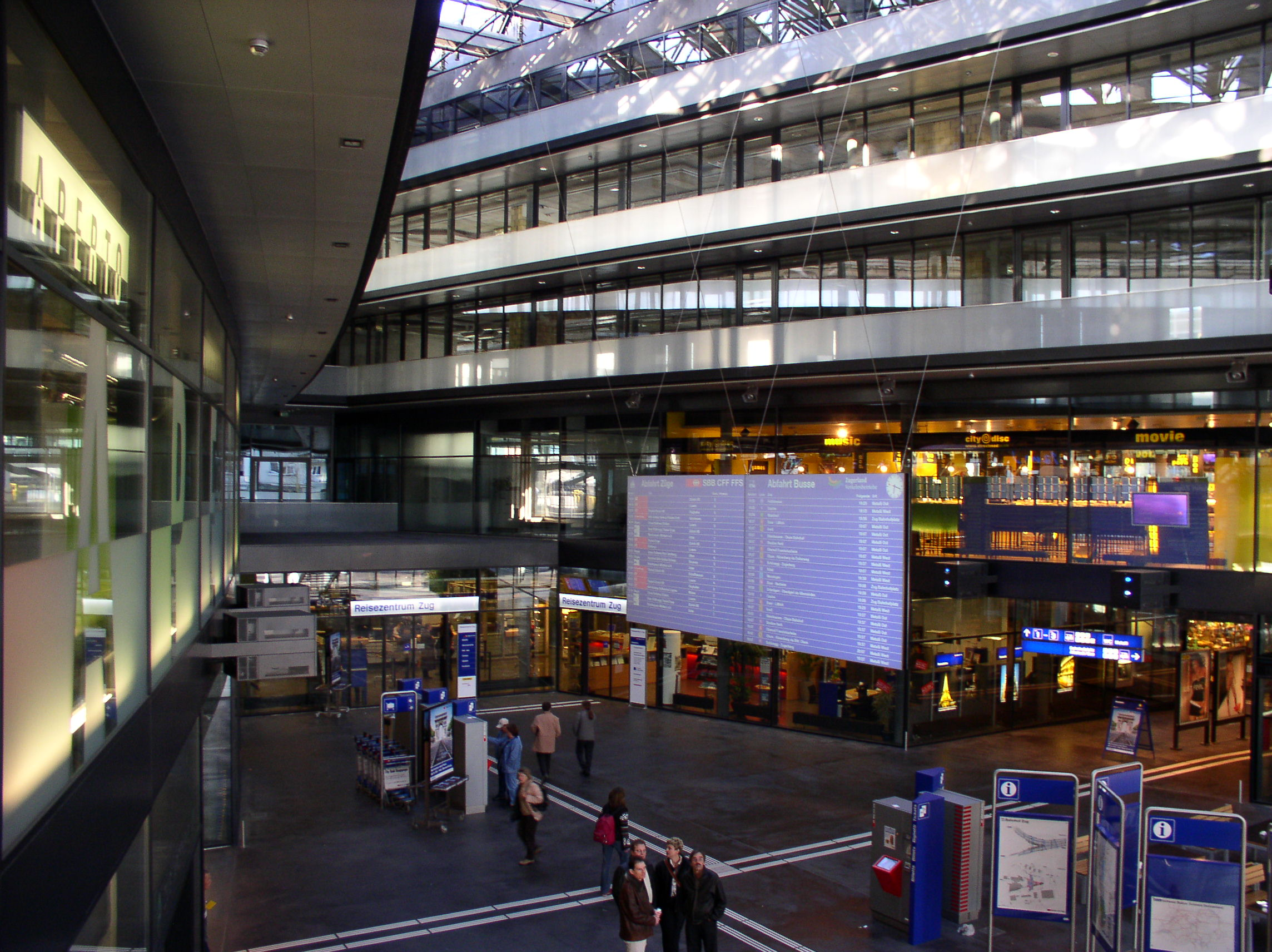
Station Zug